# Supercoppa spagnola 2024 (pallacanestro maschile)
La Supercoppa spagnola 2024 è stata la 21ª Supercoppa spagnola di pallacanestro maschile, organizzata dalla ACB e la 25ª edizione in generale. È anche chiamata Supercoppa Endesa per motivi di sponsorizzazione.
Si è disputata il 21 e il 22 settembre 2024 presso il Palacio de Deportes de Murcia di Murcia tra i seguenti quattro club:
- Murcia, squadra ospitante e finalista della Liga ACB 2023-2024
- Real Madrid, campione di Spagna 2023-24, vincitore della Copa del Rey 2024 e vincitore della Supercoppa spagnola 2023
- Málaga, 3º posto in Liga ACB 2023-2024
- Barcellona, 4º posto in Liga ACB 2023-2024

## Tabellone
|  | Semifinali  | Semifinali  | Semifinali |        |             | Finale      | Finale | Finale |  |
|  |             |             |            |        |             |             |        |        |  |
|  | Real Madrid | Real Madrid | 89         |        |             |             |        |        |  |
|  | Real Madrid | Real Madrid | 89         |        |             |             |        |        |  |
|  | Barcellona  | Barcellona  | 83         |        |             |             |        |        |  |
|  | Barcellona  | Barcellona  | 83         |        | Real Madrid | Real Madrid | 80     |        |  |
|  |             |             |            |        | Real Madrid | Real Madrid | 80     |        |  |
|  |             |             | Málaga     | Málaga | 90          |             |        |        |  |
|  | Murcia      | Murcia      | Málaga     | Málaga | 90          | 78          |        |        |  |
|  | Murcia      | Murcia      |            |        |             |             |        |        |  |
|  | Málaga      | Málaga      | 84         |        |             |             |        |        |  |

## Semifinali
| Arbitri: | Carlos Peruga Fernando Calatrava Luis Miguel Castillo |

| |            | |
| Campazzo 18 | Punti      | 17 Parker |
| Campazzo 6 | Assist     | 8 Laprovíttola |
| Deck 10 | Rimbalzi   | 6 Metu |
| 7 Campazzo• 8 Rathan-Mayes• 11 Hezonja• 13 Musa• 22 Tavares 6 Abalde• 9 González• 14 Deck• 16 Garuba• 18 Ibaka• 23 Llull• 24 Feliz | Formazioni | 0 Punter• 13 Satoranský• 14 Hernangómez• 21 Abrines• 22 Parker 1 Anderson• 6 Veselý• 8 Brizuela• 10 Metu• 17 Núñez• 19 Fall• 20 Laprovíttola |
| Chus Mateo | Allenatori | Joan Peñarroya |

| Arbitri: | Miguel Ángel Pérez Pérez Emilio Pérez Pizarro Iyán González |

| |            | |
| Håkanson 14 | Punti      | 19 Osetkowski |
| Ennis 5 | Assist     | 7 Perry |
| Birgander 7 | Rimbalzi   | 7 Osetkowski |
| 00 R. Kurucs• 10 Caupain• 11 Radović• 19 Todorović• 31 Ennis 8 Sant-Roos• 12 Radebaugh• 20 Brodziansky• 21 Diagne• 22 Håkanson• 25 A. Kurucs• 35 Birgander | Formazioni | 1 Osetkowski• 7 Barreiro• 11 Carter• 55 Perry• 77 Sima 0 Pérez• 2 Balcerowski• 3 Ejim• 4 Kalinoski• 6 Taylor• 9 Díaz• 14 Đedović |
| Sito Alonso | Allenatori | Ibon Navarro |

## Finale
| Arbitri: | Carlos Peruga Sergio Manuel Iyán González |

| |            | |
| Campazzo 19 | Punti      | 22 Taylor |
| Llull 3 | Assist     | 6 Taylor |
| Tavares 13 | Rimbalzi   | 6 Taylor |
| 7 Campazzo• 8 Rathan-Mayes• 13 Musa• 16 Garuba• 22 Tavares 6 Abalde• 9 González• 14 Deck• 18 Ibaka• 23 Llull• 24 Feliz• 30 Ndiaye | Formazioni | 1 Osetkowski• 4 Kalinoski• 6 Taylor• 55 Perry• 77 Sima 3 Ejim• 7 Barreiro• 9 Díaz• 11 Carter• 14 Đedović• 33 Tillie• 45 Kravish |
| Chus Mateo | Allenatori | Ibon Navarro |